# Juan Ruiz de Alarcón
Juan Ruiz de Alarcón y Mendoza (Taxco, 1581 – Madrid, 4 agosto 1639) è stato un drammaturgo e scrittore messicano.
Nacque a Taxco, nel sud-ovest del Messico, quando il paese era ancora una colonia spagnola. I suoi genitori erano Pedro Ruiz de Alarcón e Leonor de Mendoza, discendenti da famiglie illustri. Frequentò corsi di Legge presso l'Università Reale e Pontificia di Città del Messico e all'inizio del XVII secolo andò in Spagna dove ottenne il titolo di baccellierato in canoni all'Università di Salamanca. Dal 1606, lavorò anche a Siviglia, dove cominciò ad esercitare la professione di avvocato nella Real Audiencia, "aunque sin titulo, segun lo tolera la costumbre". Ritornò in Messico per terminare i suoi studi in Legge e nel 1609 si laureò Legge all'Università di Città del Messico.
Nel 1614 partì di nuovo per la Spagna e si stabilì a Madrid, dove lavorò come relatore interno del Consiglio delle Indie e cominciò a dedicarsi alla produzione letteraria. Le peculiarità che riguardavano il suo fisico( aveva una gobba (córcova in spagnolo) dietro e una davanti) ed il suo atteggiamento ritenuto al tempo "troppo superbo" ne fecero il bersaglio preferito di numerose burle e critiche da parte di scrittori coevi come Francisco de Quevedo, Félix Lope de Vega Pedro Calderón de la Barca Gongora e Juan Fernandez. Quest'ultimo gli dedicò una "quintilla": tanto de córcova atrás y adelante, Alarcón tienes, que saber es por demás de dónde te córco-vienes o adónde te córco-vas"
Le opere di Juan Ruiz de Alarcón sono caratterizzate da attacchi ai costumi, ai vizi sociali dell'epoca e alle arti occulte, che formano la quarta parte della sua intera produzione drammatica.. Pubblicò due compendi di commedie, circa 27, nel 1628 e nel 1634. La sua opera principale La verdad sospechosa, appare nel secondo di questi.
Morì a Madrid, in Spagna, il 4 agosto 1639, lasciando un testamento in cui nominava unica erede sua figlia Lorenza de Alarcon, di cui però non si possiedono notizie.

## Traduzioni italiane
- trad. anonima, In bocca di bugiardo, Milano: Stella e Giacomo, 1841
- trad. Cesira Patti, Guadagnarsi amici, Palermo: Libreria internazionale, 1928
- trad. Piero Raimondi, La verita sospetta, Torino: "Il dramma", n. 29, 15 gennaio 1947
- trad. Elena Emmanuele, Comedia famosa de la verdad sospechosa, Napoli: Pironti, 1961
- trad. Antonio Gasparetti, Il bugiardo, Roma: Paoline, 1966
- trad. Carlo Emilio Gadda, La verità sospetta, Milano: Bompiani, 1977; Torino: Einaudi, 1993